# Испания на зимних Олимпийских играх 1936
Испания принимала участие в зимних Олимпийских играх 1936 года в Гармиш-Партенкирхене (Германия) в первый раз за свою историю, но не завоевала ни одной медали. Сборная страны состояла из 6 спортсменов (4 мужчины, 2 женщины).